# Blokzijl
Blokzijl – miasto w północnej Holandii, w prowincji Overijssel, w gminie Steenwijkerland. Do 1973 Blokzijl i jego okolice stanowiły gminę Blokzijl, która została włączona do gminy Steenwijkerland. Ważny ośrodek turystyczny. Duży port żeglarski.

## Historia
Dawniej miasto portowe w zatoce morza Północnego oraz ważny ośrodek handlowy. Począwszy od XVIII wieku wraz z osuszaniem pobliskich terenów traciło funkcje portowe. Dziś połączone z Morzem Północnym systemem żeglownych kanałów. Blokzijl otrzymał prawa miejskie w 1672 roku.

## Zabytki
- Liczne kamienice kupieckie z XVII wieku[1].

## Zobacz też

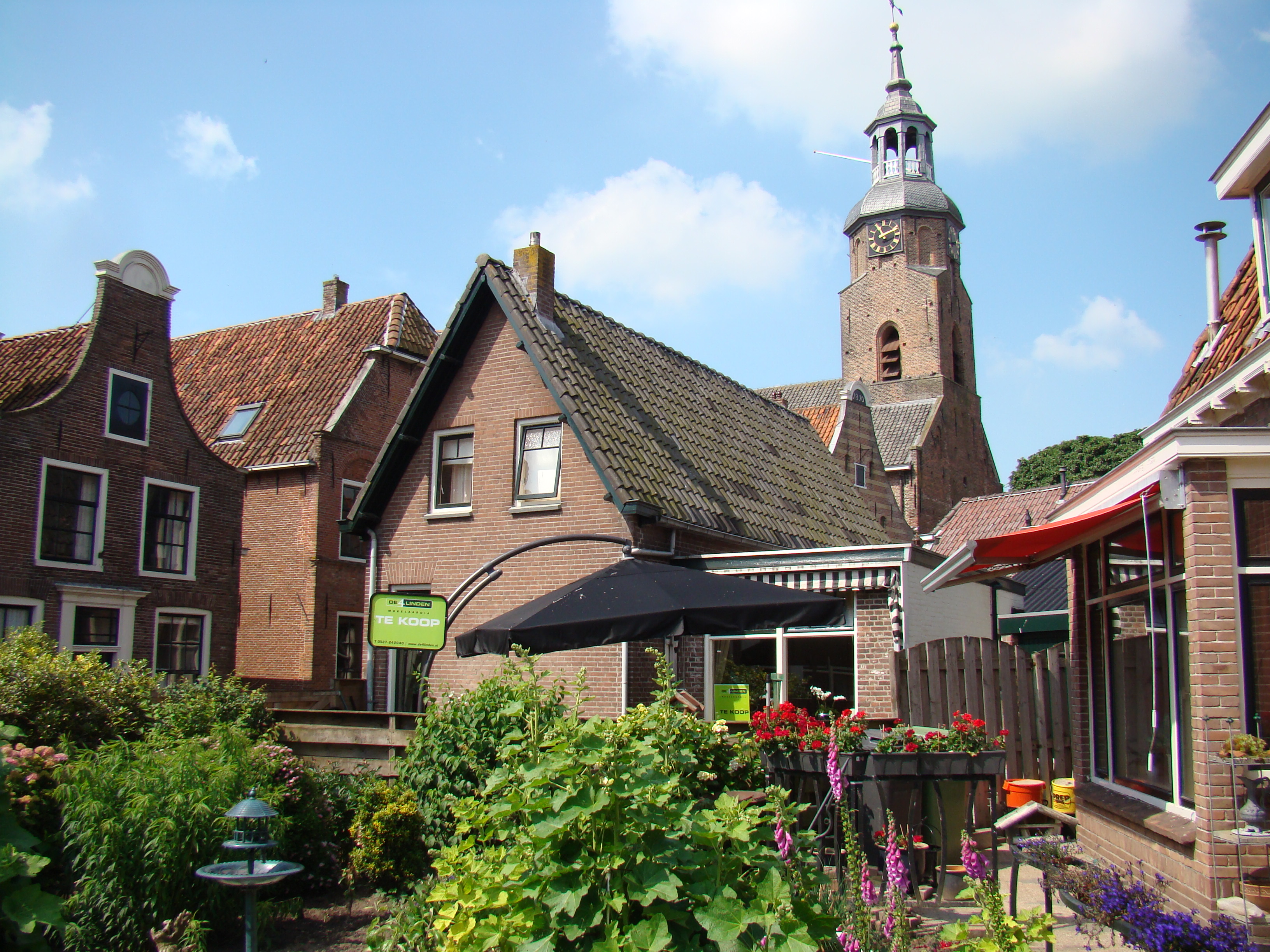
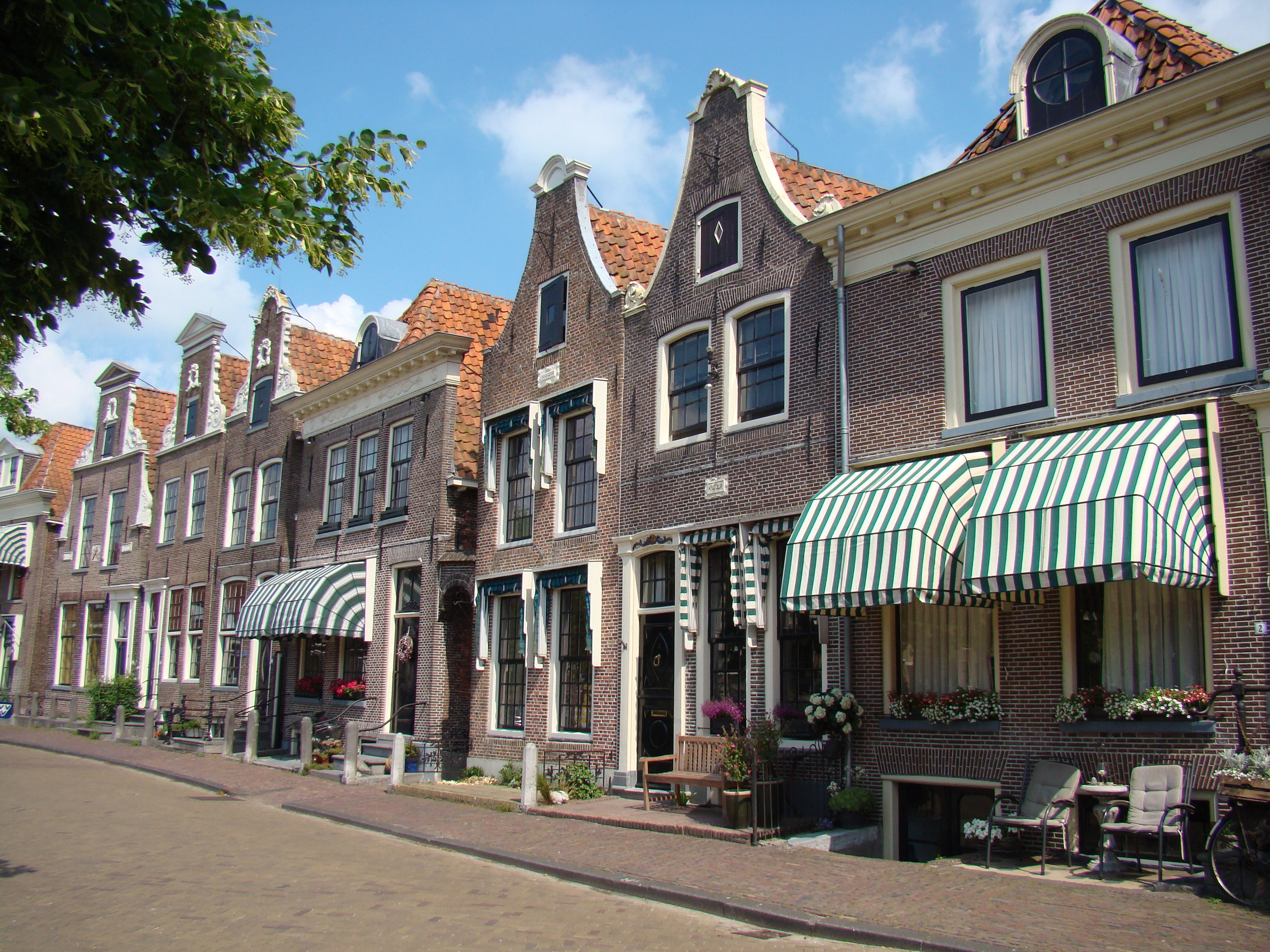
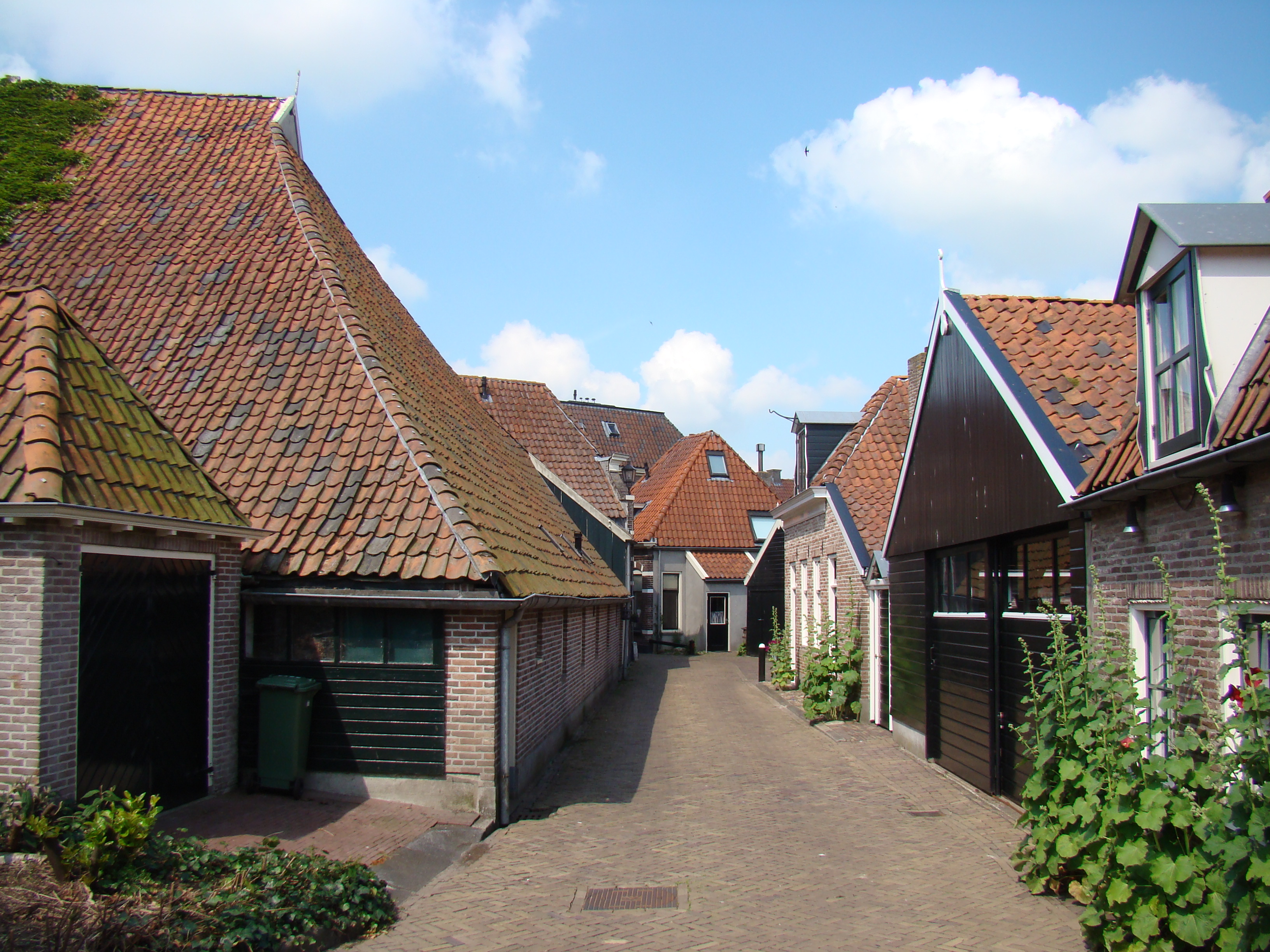
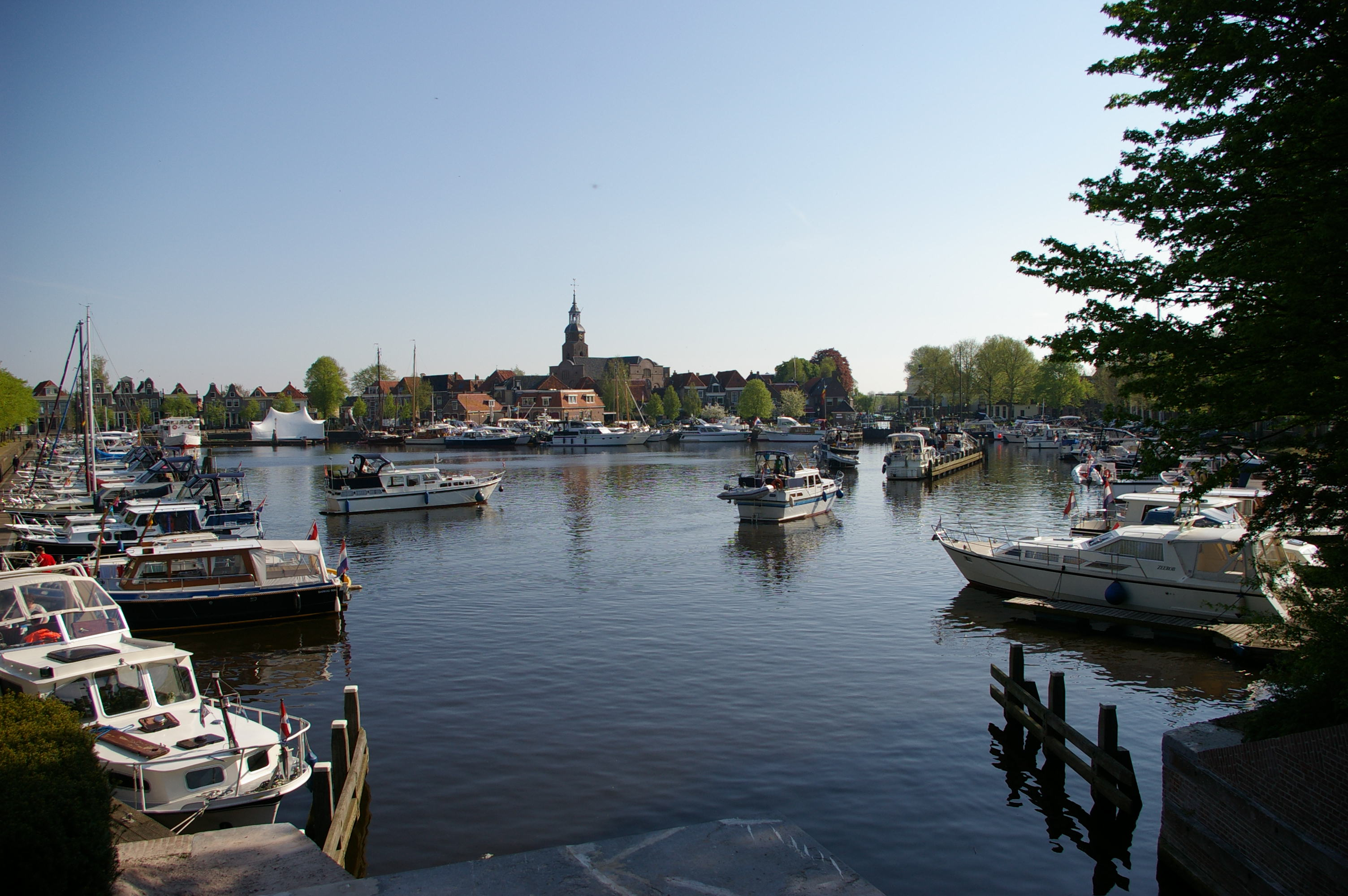
Dawny port, obecnie przystań jachtowa